# ريتشارد تايسون
ريتشارد تايسون.(Richard Tyson) ممثل امريكي من مواليد 13 فبراير 1961.

## مواقع خارجية
- ريتشارد تايسون على موقع IMDb (الإنجليزية)
- ريتشارد تايسون على موقع ألو سيني (الفرنسية)
- ريتشارد تايسون على موقع أول موفي (الإنجليزية)
- ريتشارد تايسون على موقع قاعدة بيانات الأفلام السويدية (السويدية)
- ريتشارد تايسون على موقع إن إن دي بي (الإنجليزية)
- ريتشارد تايسون على موقع قاعدة بيانات الفيلم (الإنجليزية)
- ريتشارد تايسون على موقع كينوبويسك (الروسية)